# 리틀 액시던트
《리틀 액시던트》(영어: Little Accidents)는 2014년에 미국의 드라마 영화이다. 2014년 1월 22일 제30회 선댄스 영화제에서 전 세계 최초로 상영되었다.

## 출연진
- 엘리자베스 뱅크스 - 다이애나 도일 역
- 보이드 홀브룩 - 에이머스 젱킨스 역
- 클로이 세비니 - 켄드라 역
- 조시 루커스 - 빌 도일 역
- 제이컵 로플런드 - 오언 브리그스 역
- 트래비스 토프 - JT 도일 역
- 알렉시아 래스머슨 - 넬리 역

## 기타 제작진
- 총괄 제작: 퀘이시 콜리슨, 크리스 콜럼버스, 루스 머치, 에이미 노이오커스